# Premadio
Premadio is een plaats (frazione) in de Italiaanse gemeente Valdidentro.